# یواس‌اس پی‌سی-۱۲۱۷
یواس‌اس پی‌سی-۱۲۱۷ (به انگلیسی: USS PC-1217) یک زیردریایی است که طول آن ۱۷۳ فوت ۸ اینچ (۵۲٫۹۳ متر) می‌باشد. این زیردریایی در سال ۱۹۴۳ ساخته شد.